# Sot d'en Mola
Sot d'en Mola és una caseria disseminada del municipi de Santa Coloma de Farners, situat a la comarca de la Selva. En el cens de 2006 tenia 12 habitants.